# Aeroporto de Karasabai
O Aeroporto de Karasabai (IATA: KRG, ICAO: SYKS) é um aeroporto que serve a comunidade Macuxi de Karasabai na região de Alto Tacutu-Alto Essequibo da Guiana.